# Landon Ferraro
Pour les articles homonymes, voir Ferraro.
Landon Ferraro (né le 8 août 1991 à Vancouver, dans la province de la Colombie-Britannique au Canada) est un joueur professionnel canadien de hockey sur glace. Il est le fils de Ray Ferraro et le beau-fils de Cammi Granato.

## Carrière de joueur
Fils de deux célèbres joueurs de hockey, il poursuit la tradition familiale en commençant sa carrière junior en 2006-2007 avec les Rebels de Red Deer. Il y joue trois saisons avant de se joindre pour deux parties aux Griffins de Grand Rapids marquant ainsi ses débuts chez les professionnels. Il est par contre retourné aux juniors pour la saison 2010-2011, cette fois avec les Silvertips d'Everett. Il remporte la Coupe Calder 2013 avec les Griffins.
Le 18 mars 2014, il joue son premier match dans la LNH et ce, contre les Maple Leafs. Il est de retour dans l'organisation des Red Wings l'année suivante et marque son premier but le 11 avril 2015 face au gardien Cam Ward des Hurricanes.
Le 5 juillet 2015,  il signe un nouveau contrat d'un à deux volets avec les Red Wings. Durant la saison 2015-2016, il joue sept matchs et se blesse le 6 novembre. Le 22 novembre, il est placé au ballotage et est réclamé par les Bruins de Boston.
Après avoir joué 58 matchs avec les Bruins, il se joint aux Blues de Saint-Louis le 8 juillet 2016. Il signe un contrat d'un an à deux volets.

## Statistiques

### En club
| Saison     | Équipe                   | Ligue      |    | Saison régulière | Saison régulière | Saison régulière | Saison régulière | Saison régulière |   | Séries éliminatoires | Séries éliminatoires | Séries éliminatoires | Séries éliminatoires | Séries éliminatoires |
| Saison     | Équipe                   | Ligue      | PJ | B                | A                | Pts              | Pun              | PJ               | B | A                    | Pts                  | Pun                  |                      |                      |
| 2006-2007  | NW Giants de Vancouver   | KIJHL      | 25 | 21               | 13               | 34               | 77               | -                | - | -                    | -                    | -                    |                      |                      |
| 2006-2007  | Rebels de Red Deer       | LHOu       | 4  | 0                | 0                | 0                | 0                | 1                | 0 | 0                    | 0                    | 0                    |                      |                      |
| 2007-2008  | Rebels de Red Deer       | LHOu       | 54 | 13               | 11               | 24               | 65               | -                | - | -                    | -                    | -                    |                      |                      |
| 2008-2009  | Rebels de Red Deer       | LHOu       | 68 | 37               | 18               | 55               | 99               | -                | - | -                    | -                    | -                    |                      |                      |
| 2009-2010  | Rebels de Red Deer       | LHOu       | 56 | 16               | 30               | 46               | 55               | 3                | 0 | 0                    | 0                    | 2                    |                      |                      |
| 2009-2010  | Griffins de Grand Rapids | LAH        | 2  | 0                | 0                | 0                | 0                | -                | - | -                    | -                    | -                    |                      |                      |
| 2010-2011  | Silvertips d'Everett     | LHOu       | 41 | 10               | 17               | 27               | 51               | 4                | 0 | 3                    | 3                    | 13                   |                      |                      |
| 2011-2012  | Griffins de Grand Rapids | LAH        | 56 | 9                | 11               | 20               | 47               | -                | - | -                    | -                    | -                    |                      |                      |
| 2012-2013  | Griffins de Grand Rapids | LAH        | 72 | 24               | 23               | 47               | 44               | 24               | 5 | 11                   | 16                   | 11                   |                      |                      |
| 2013-2014  | Griffins de Grand Rapids | LAH        | 70 | 15               | 16               | 31               | 52               | 9                | 1 | 2                    | 3                    | 2                    |                      |                      |
| 2013-2014  | Red Wings de Détroit     | LNH        | 4  | 0                | 0                | 0                | 2                | -                | - | -                    | -                    | -                    |                      |                      |
| 2014-2015  | Griffins de Grand Rapids | LAH        | 70 | 27               | 15               | 42               | 61               | -                | - | -                    | -                    | -                    |                      |                      |
| 2014-2015  | Red Wings de Détroit     | LNH        | 3  | 1                | 0                | 1                | 0                | 7                | 0 | 0                    | 0                    | 2                    |                      |                      |
| 2015-2016  | Red Wings de Détroit     | LNH        | 10 | 0                | 0                | 0                | 7                | -                | - | -                    | -                    | -                    |                      |                      |
| 2015-2016  | Bruins de Boston         | LNH        | 58 | 5                | 5                | 10               | 20               | -                | - | -                    | -                    | -                    |                      |                      |
| 2016-2017  | Wolves de Chicago        | LAH        | 22 | 7                | 8                | 15               | 12               | -                | - | -                    | -                    | -                    |                      |                      |
| 2017-2018  | Wild de l'Iowa           | LAH        | 50 | 11               | 12               | 23               | 31               | -                | - | -                    | -                    | -                    |                      |                      |
| 2017-2018  | Wild du Minnesota        | LNH        | 2  | 1                | 0                | 1                | 0                | -                | - | -                    | -                    | -                    |                      |                      |
| 2018-2019  | Wild de l'Iowa           | LAH        | 12 | 2                | 3                | 5                | 14               | -                | - | -                    | -                    | -                    |                      |                      |
| 2019-2020  | Eisbären Berlin          | DEL        | 40 | 12               | 9                | 21               | 22               | -                | - | -                    | -                    | -                    |                      |                      |
| 2020-2021  | Löwen Frankfurt          | DEL2       | 9  | 0                | 5                | 5                | 12               | -                | - | -                    | -                    | -                    |                      |                      |
| 2020-2021  | Kölner Haie              | DEL        | 27 | 10               | 1                | 11               | 16               | -                | - | -                    | -                    | -                    |                      |                      |
| 2021-2022  | Kölner Haie              | DEL        | 49 | 15               | 26               | 41               | 25               | 5                | 1 | 1                    | 2                    | 6                    |                      |                      |
| 2022-2023  | Kölner Haie              | DEL        | 29 | 6                | 7                | 13               | 23               | 6                | 0 | 1                    | 1                    | 13                   |                      |                      |
| Totaux LNH | Totaux LNH               | Totaux LNH | 77 | 7                | 5                | 12               | 29               | 7                | 0 | 0                    | 0                    | 2                    |                      |                      |

### En équipe nationale
| Année | Équipe     | Compétition                  |   | PJ | B | A | Pts | Pun         |  | Résultat |
| 2009  | Canada U18 | Championnat du monde -18 ans | 5 | 2  | 2 | 4 | 2   | 4e position |  |          |
| 2022  | Canada     | Jeux olympiques              | 1 | 0  | 0 | 0 | 0   | 6e position |  |          |

## Parenté dans le sport
- Fils de Ray Ferraro et de Cammi Granato
- Neveu de Tony Granato